# Stüde
Stüde ist ein Ortsteil der Gemeinde Sassenburg im Landkreis Gifhorn (Niedersachsen).

## Geografie
Die Gemarkung umfasst etwa 1900 Hektar und besteht hauptsächlich aus Waldflächen, darunter viel Kiefernbewuchs auf Sandböden. Nahe am Ort führt der Elbe-Seitenkanal vorbei. Dort liegt auch das 100 Hektar große neue Wohngebiet Bernsteinsee mit dem rund zehn Hektar großen See. Nahe am Ort findet sich das Segelfluggelände Stüde-Bernsteinsee.

## Geschichte
Am 1. März 1974 wurde Stüde in die neue Gemeinde Sassenburg eingegliedert.
Überregionale Aufmerksamkeit erlangte Stüde im Jahr 1975, als dort am 8. August ein Wald- und Moorbrand außer Kontrolle geriet, bald darauf den Elbe-Seitenkanal übersprang und sich zum flächenmäßig größten der katastrophalen Waldbrände dieses Sommers entwickelte.

## Politik

### Ortsrat
Der Ortsrat, der Stüde vertritt, setzt sich aus fünf Mitgliedern zusammen. Die Ratsmitglieder werden durch eine Kommunalwahl für jeweils fünf Jahre gewählt.
Bei der Kommunalwahl 2021 ergab sich folgende Sitzverteilung:
| Ortsrat 2021Insgesamt 5 Sitze - SPD: 1 - B.I.G.: 2 - CDU: 1 - AfD: 1 |

### Ortsbürgermeister
Ortsbürgermeister ist Tristan-Torben Schmidt (B.I.G.). Sein Vertreter ist Hartmut Viering (AFD).

## Kultur und Sehenswürdigkeiten

### Sehenswürdigkeiten
In Stüde gibt es unter anderem den Bernsteinsee, den Elbe-Seitenkanal und den Segelflugplatz Wolfsburg-Stüde.

### Vereine
Zu den Vereinen des Dorfes gehören unter anderem die Freiwillige Feuerwehr Sassenburg-Stüde, der Marathon-Verein Stüde, der Aero-Club Wolfsburg e. V., die FSG Eiche Stüde, der Schützenverein Stüde e. V., das DRK Ortsverein Stüde e. V. sowie der Bürgerverein Bernsteinsee e. V.

### Regelmäßige Veranstaltungen
Seit 1991 wird mit Start und Ziel in Stüde ein Marathonlauf ausgetragen, der fast ganz auf der Kanalkrone des Elbe-Seitenkanals verläuft. 1994 bis 2003 wurde zusätzlich zum „normalen“ Marathon die ungewöhnliche Austragungsform eines Doppelmarathons angeboten: zwei Marathonläufe innerhalb von 24 Stunden mit Gesamtwertung. In der Nacht vom 31. Dezember 1999 zum 1. Januar 2000 fanden unter dem Titel „Jahrtausendlauf“ auf der Stüder Strecke der weltweit letzte Marathon des Jahres 1999 und zugleich der europaweit erste des neuen Jahres statt. Der Lauf zieht Teilnehmer aus recht großen Entfernungen an: die Streckenrekorde halten seit 1995 im Marathon Andrzej Nowak aus Polen und im Doppelmarathon Paul Houston aus Brisbane/Australien.